# گالش‌خیل (رشت)
گالش‌خیل، روستایی است از توابع بخش مرکزی شهرستان رشت در استان گیلان ایران.
گالش‌خیلاز شمال به مرداب انزلی ،جنوب به مبارک آباد ،مشرق به طش ،مغرب به مرداب انزلی و به فاصله ۱۱ کیلومتری از مرکز شهرستان قرار گرفته است.
با توجه به نزدیکی به مرداب انزلی در فصل مهاجرت پرندگان ، این روستا میزبان گونه‌های مختلفی از جمله حواصیل،مرغابی،چنگر،پرستوی دریایی،انواع غاز های وحشی(دارغاز،غو،غازسیبری...) لک لک و مرغ ماهی خوار می‌باشد.

## جمعیت
این روستا در دهستان پیربازار قرار دارد و براساس سرشماری مرکز آمار ایران در سال 95، جمعیت آن 652نفر (145خانوار) بوده‌است.
در سالهای اخیر به علت افزایش موج مهاجرت از روستاها به شهر جمعیت روستا در حال کاهش است.

## سایر موارد
دهکده گالش خیل در حال حاضر مدرسه ای ۶ کلاسه برای دوره اول و دوم دبستان دارد
در سالهای اخیر به علت شکار بی رویه پرندگان مهاجر،تغییرات اب وهوایی،پر شدن مرداب و از بین رفتن بستروپناگاه پرندگان  ورود این پرندگان به روستا کاهش چشمگیری داشته است. دهیار روستا اقای حسن صادق نژاد که از سال 86 مسئولیت دهیاری را بر عهده دارد و دارای مدرک تحصیلی لیسانس حقوق و رئیس شورای اسلامی روستا اقای حسن باژونده میباشد. روستای گالش خیل به دارا بودن مراتع سرسبز و پارک جاگلی توسکا پتانسیل گردشگری را دارد.